# Chur
Chur (franciául Coire, olaszul Coira, rétorománul Cuira, a középkori latin nyelvben Curia Rhaetorum) egy község, a svájci Graubünden kanton, valamint a Plessur közigazgatási terület székhelye. A Rajna jobb partján fekszik és Svájc legrégebbi városaként tartják számon.

## Fekvése
Chur az Alpok-Rajna széles völgyében található, a Rajna itt nyugatról érkezve északi irányba veszi az irányt egészen a Boden-tóig.  A Plessur, egy kavicshordalékos folyó, egy mélyen bevágott szorosban a graubündeni palaréteget áttörve (Montalin és Dreibündenstein között), jobbról torkollik a Rajnába. A völgyben széles legyező alakban lerakott hordalék (2,5 km sugarú negyedkör) a Rajnát teljesen a völgy bal oldalára, a mészkő-üledékből kialakult Calanda-hegység lábához szorítja.
A lakott terület a Plessur jobb partjáról a sűrűn lakott óvárosból kiindulva, fokozatosan kiterjedt a hordalék-legyezőre, olyannyira, hogy napjainkban a beépített terület majdnem eléri a Rajnát és a város magja összenőtt a 2 kilométerre északra fekvő kis faluval (Masans).
1997-ben a terület 52%-át erdő borította, 19%-át a mezőgazdaságban használták, 25%-ot foglaltak el a települések és 4%-a kopár rész.
Szomszédos települései Felsberg Haldenstein, Trimmis, Maladers, Churwalden, Malix és  Domat/Ems.

### Városnegyedei
A város hivatalos honlapjának térképén a következő kerületekre tagolódik:
| - Fürstenwald - Masans - Spitäler - Lachen - Lacuna - Bahnhof - Altstadt - Mittenberg | - Sand - Araschgen - Brambrüesch - Kornquader - Stampagarten - Rheinquartier - Obere Au - Rossboden - Plankis |

Chur  városnegyedei a Svájci Statisztikai Hivatal (Bundesamt für Statistik) szerint:
| - Altstadt - Sand - Kasernenquartier - Industriegebiet - Loestrasse-Lürlibad - Masans - Rheinquartier I - Rheinquartier II |

### Címere
Chur címerében egy ezüst alapon három-tornyú piros városkapuban egy a hátsó lábain ágaskodó fekete – pirossal kiegészített – kecskebak látható. Az idő folyamán a címer keveset változott, csupán a kapu formája vett fel különböző alakzatokat; a 14. századtól használják pecsétképként.

## Története

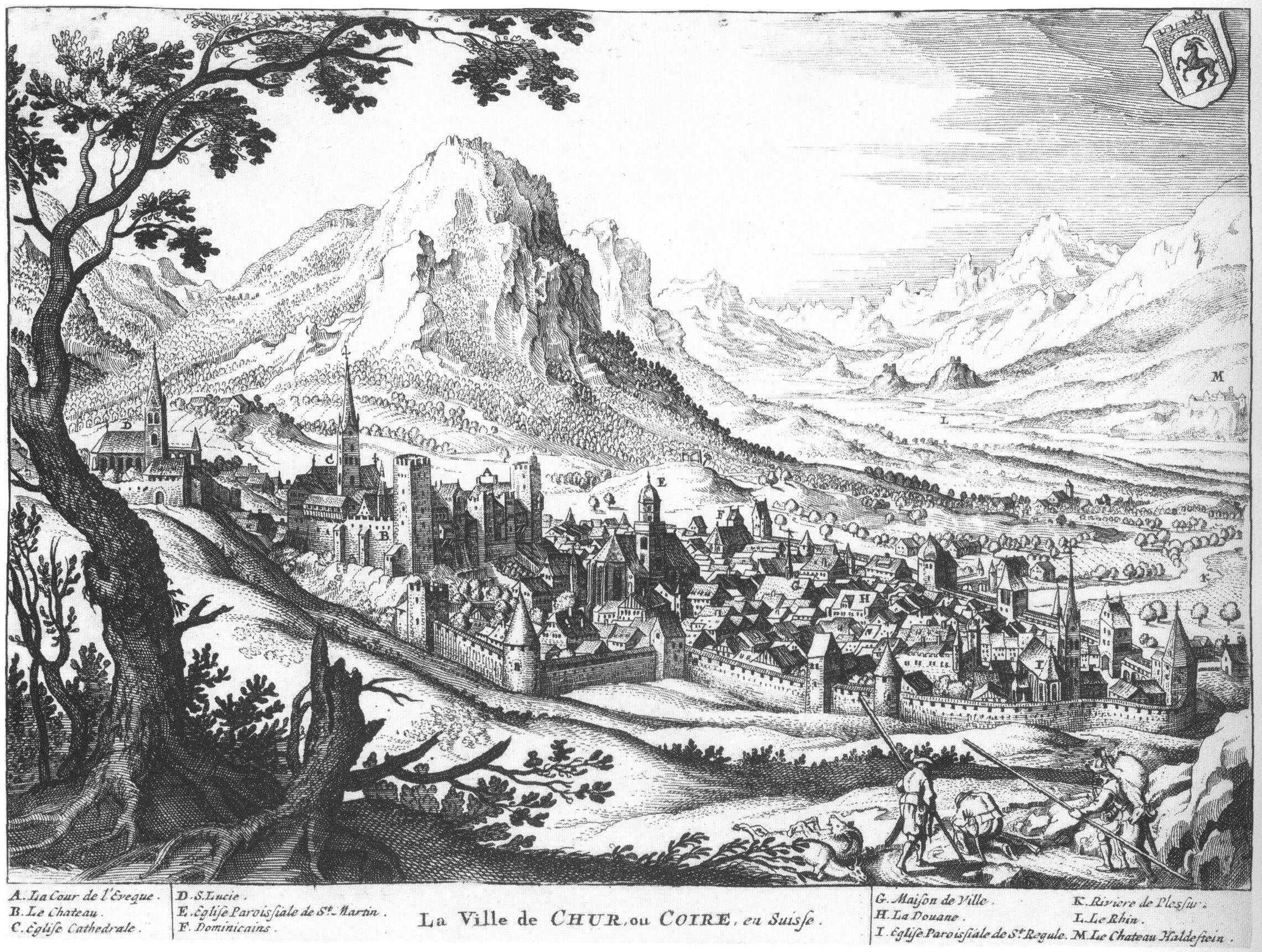
Chur 1642-ben. Matthäus Merian, Topographia Helvetiae

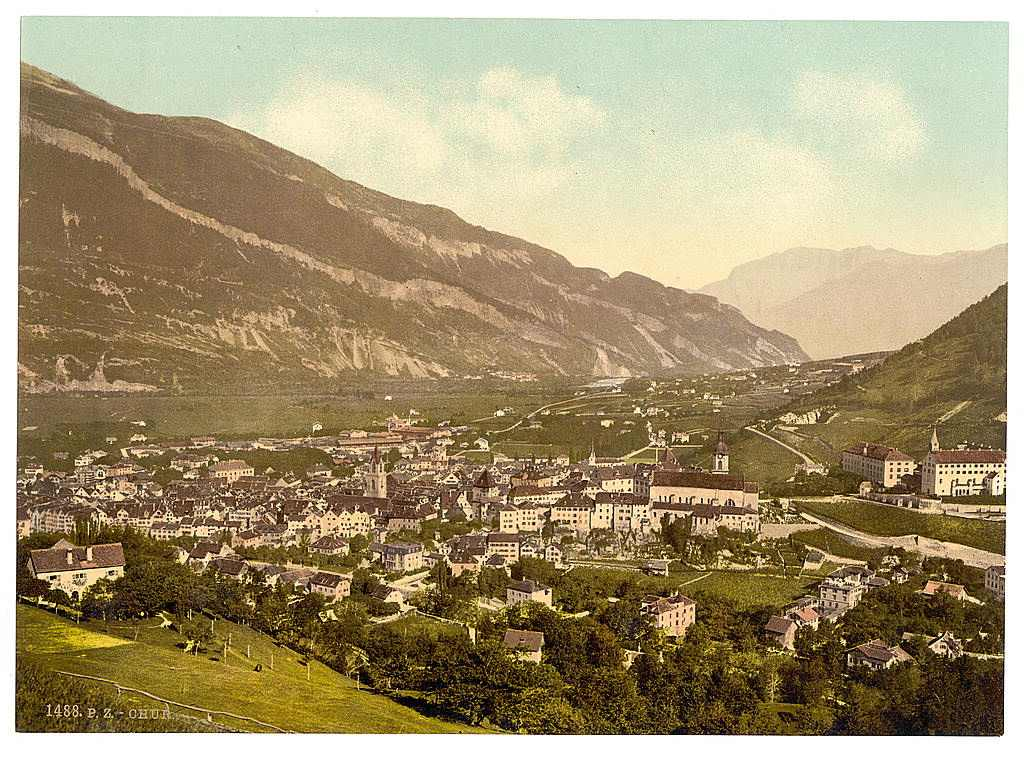
Chur 1900-ban

Chur neve a kelta eredetű kora, koria szóból vezethető le, aminek jelentése törzs vagy nemzetség. Régészeti leletek bizonyítják, hogy Chur már az újkőkorszak végétől (i.e. 3000) lakott terület volt, de ennek a központja a Plessur bal partján, a mai Welschdörfliben helyezkedett el. Bronzkori és vaskori leleteket – településmaradványokat és tárgyakat – nemcsak ezen a helyen, de az óváros keleti szélén, Sennhof/Karlihof térségben is találtak; ennek köszönhetően Chur Svájc leghosszabb, megszakítás nélküli településtörténettel rendelkező (legrégibb) városa.
Miután a rómaiak i. e. 15-ben meghódították Raetiát, Welschdörfliben létrejött egy gazdálkodó-ipari település. A teória logikus, de nem bizonyított, miszerint Raetia felosztása után Diocletianus nevezte ki Curia Raetorum-ot az újonnan létrejött Raetia prima nevű provincia (ami a Boden-tótól egészen a felső-olaszországi tavakig és Vinschgauig nyúlt) fővárosának.
Már a 4. században megalapították a Churi püspökséget – az első püspökséget az Alpoktól északra. Első ízben 451-ben tesznek említést hivatalosan Asinio néven egy püspökről. A Churi Katedrális és a püspöki vár az „Udvarnak” (Hof) nevezett, déli irányba a Plessur felé lejtő, sziklás, háromszög alapvonalú platón épült; ezáltal a települések központja áthelyeződött a Plessur jobb partjára.
A népvándorlás idején Chur a kelet-gót birodalom északi előretolt állasaként szolgált, majd a 6. században frank uralom alá került. Csak a 10. században, amikor a Német-római Birodalom a magyarokkal (925/926, a katedrális lerombolása) és a szaracénokkal (940) folytatott harcok után stabilizálódott, vált fontossá Chur, mint a legfontosabb európai észak-déli útvonal.
Az északról érkezőknek a széles Rajna-völgy természetes kapuként nyílik a graubündeni terület felé. Itt az út elágazik az alpesi átjárókhoz: egyrészt a Julier- és a Septimer-hágó felé, másrészt a Splügen-hágó és a Nagy Szent Bernát-hágó felé, amelyeket már a római korban is használtak, később pedig döntő szerepet játszottak az Alpok mindkét oldalán, a politikailag és katonailag is aktív Német-római Birodalom számára. A churi egyházmegye mindig is élvezte a német császárok kegyeit: 952-ben például egy nagyon fontos privilégiummal, mégpedig a churi vámmal ajándékozták meg a püspökséget. I. Ottó 958-ban saját vazallusát (Hartpert) nevezte ki püspöknek, a püspökségnek pedig jogokat és birtokokat adományozott. Az 1170-ben birodalmi fejedelmi rangra emelt püspökök világi hatalma elsősorban a Septimer-útvonalra támaszkodott, amit Churtól egészen Chiavennáig ellenőrzésük alatt tartottak. 1299-től a püspök pallosjoggal rendelkezett Churban és a környező falvakban. Fejedelemként joga volt a városi tanács és különböző hivatalok birtoklására.
A 13. században a kb. 1000 főt (főleg kézművesek, kereskedők és földművesek) számláló várost védőfallal vették körül. A középkori határt tehát keleten az „udvar”, délen a Plessur-folyó, északnyugaton a mai Grabenstrasse mentén húzódó városfal alkotta; egészen a 18. századig e határon belül maradt a város. Welschdörfli a városfalakon kívül maradt.
1367-ben a városlakók egy szövetséget (Gotteshausbund) alapítottak, amivel az önálló közigazgatásra, illetve autonómiára való törekvésüknek akartak hangot adni. Létrejöttek az első városi rendelkezések és 1413-ban polgármestert választottak. A churi lakosok 1418 és 1422 között többször megtámadták és kirabolták a püspöki rezidenciát; ezzel a város urát engedményekre kényszerítették, aminek következtében a püspök veszített világi hatalmából és tekintélyéből. 1464-ben, egy végzetes tűzvész után, ami a város nagy részét elpusztította, a városlakók küldöttséget indítottak a császári udvarba. III. Frigyes nemcsak a régi jogaikban erősítette meg a polgárokat, de csaknem teljesen felszabadította a várost az egyházmegye uralma alól. Ezzel lehetővé vált egy új városi alkotmány létrehozatala, ami alapvetően az újonnan alapított öt céhre (vincellérek, cipészek, szabómesterek, kovácsok, pékek) épült. Csak városi polgárok lehettek céhtagok; nem polgárok, illetve jobbágyok, házasságon kívül születettek és nők ki voltak zárva a céhekből. Az új céhrendelet a legapróbb részletekig szabályozta a céhek szervezeti felépítését és tevékenységét. Rendelkezett a munkaidőről, a cégenkénti tanoncok és mestelegények számáról, új mesterek felvételéről és az áruminőségről, és a mindig is fontos szerepet játszó mezőgazdaságban is rendett teremtettek. Az új céhrendelettel a kézműves szervezetek vették át a politikai hatalmat; mivel egy politikai karrier Churban szinte már csak cégtagként volt lehetséges, nemesek és patríciusok is beléptek a céhekbe.
1489-ben a város pallosjogot kapott, de a hőn áhított szabad birodalmi város státuszt nem kapták meg.
A püspökséggel szembeni teljes egyenjogúság kifejezéseképpen a város 1523-tól a reformációhoz csatlakozott. Ennek ellenére Churban maradt a katolikus egyházmegye székhelye. A 16. században történt a rétoromán nyelvről való áttérés a német nyelvre, mint köznyelvre, pedig a püspöki udvar már a 9. századtól német kézben volt.
Nemcsak 1464-ben, de a 19. századig többször tűzvész sújtotta a várost: 1574, 1576 és 1674-ben egész városrészek a tűz áldozatául estek, 1811-ben leégtek az „udvar” urasági kastélyai, valamint a katedrális tornya és tetőzete.
1464 - 1574 között a város – a nagy városi tüzek ellenére - folyamatos gazdasági fejlődésen ment keresztül, amit a harmincéves háború rombolásai, járványai és a bizalmatlankodás légköre állított meg. A háború idején a churiaknak idegen - először spanyol-osztrák, azután francia - csapatokat  kellett elszállásolniuk és eltürniük. 160 évvel később a francia forradalom és a napóleoni hadjáratok idején 1798/1799-től Graubünden háborús színhely lett, Chur pedig a harcok alakulása szerint hol francia, hol osztrák kézbe került.
A 17. század közepétől a város – a növekvő átmenő forgalomnak köszönhetően - újból elindult a fejlődés útján. A céhek túlélték ugyan az ancien régime-t és újból felvirágoztak, de a céhrendelet egyre inkább akadályt jelentett a fejlődésben, 1840-ben került sor a céhek feloszlatására.
Miután 1803-ban Graubünden csatlakozott a Svájci Konföderációhoz, az 1820-ban életbe lépő kanton-alkotmány szerint, Chur hivatalosan is a kanton fővárosa lett. 1852-ben az addig szuverén „udvart” is bevonták a város közigazgatásába. A városfalak lebontása után a város több lépésben nőtt mai nagyságára.

## Lakosság
| ÉV       | 1500     | 1860 | 1900   | 1950   | 1970   | 2000   | 2005   | 2007   | 2008   | 2009. szeptember 30. |
| LAKOSSÁG | kb. 1500 | 3990 | 11'532 | 19'382 | 31'193 | 32'989 | 32'409 | 35'253 | 35'711 | 36'108               |

## Gazdaság
A város nem rendelkezik különösen nagy iparral, gazdasága elsősorban a szolgáltatás szektorra épül.

## Közlekedés

### Vasút

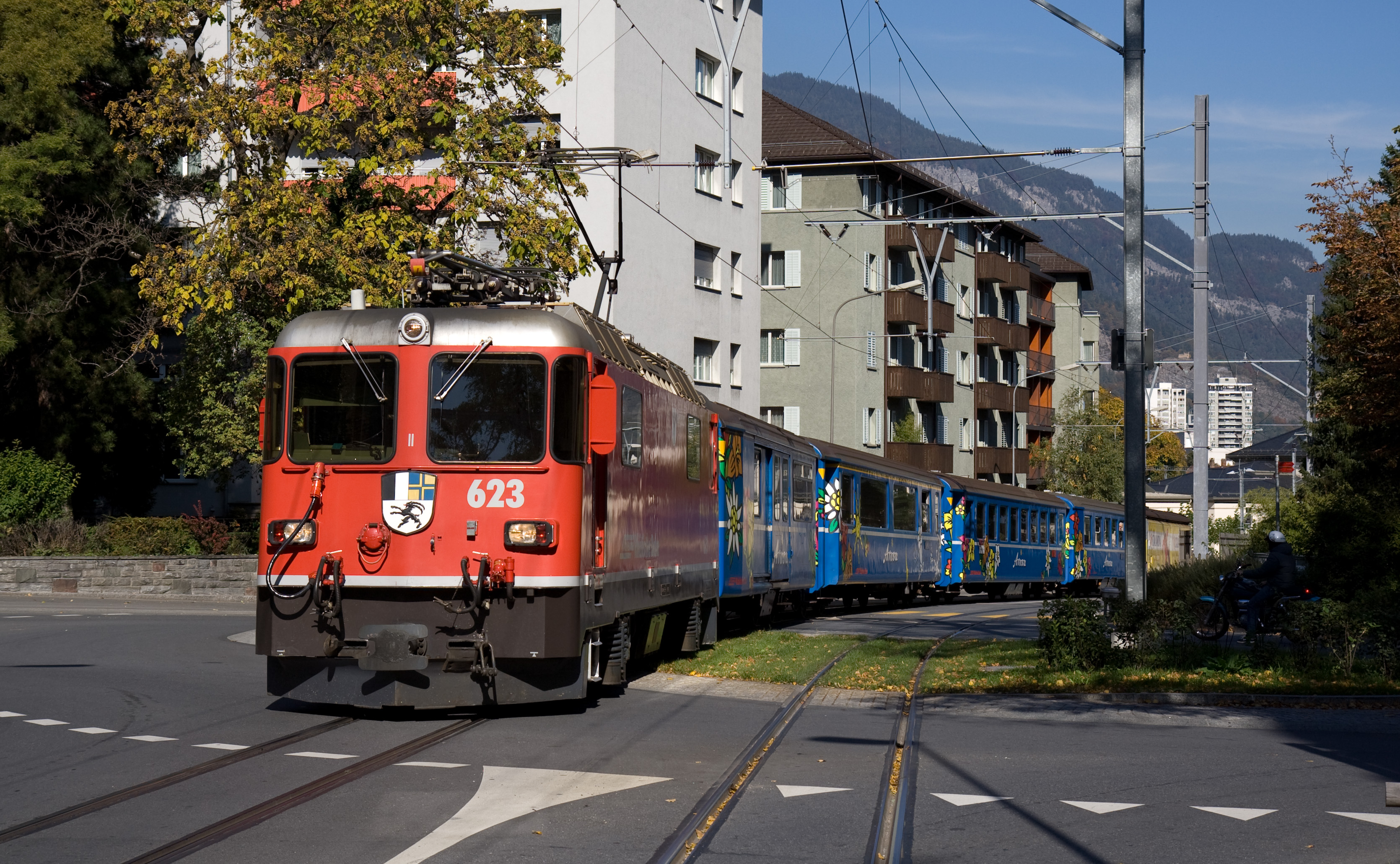
Chur–Arosa-vasútvonal Chur utcáin

A churi vasútállomás fontos vasúti csomópont: itt végződik a Svájci Államvasutak (SBB) északról jövő normál nyomtávú vasútja és itt lehet átszállni a Rhätische Bahn keskeny nyomtávú vonalaira. Chur a kiinduló-és végpontja az UNESCO által 2008-ban világörökséggé nyilvánított Albula-vasútnak (Albulabahn) és Bernina-vasútnak (Berninabahn) , amelyek az Alpokban az Albula-, illetve a Bernina-hágón át egészen az olaszországi Tiranóig vezetnek.

### Busz

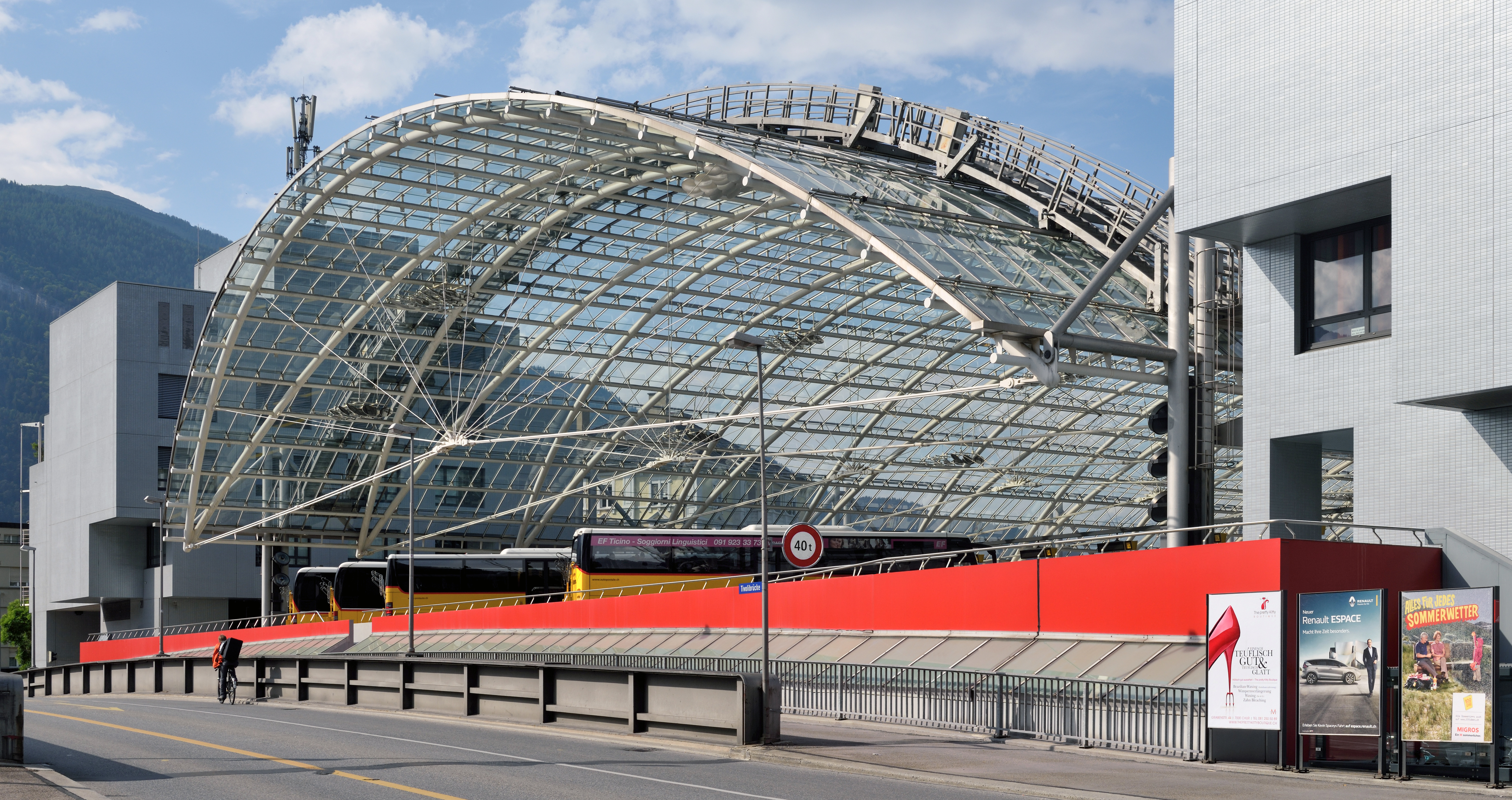
Buszpályaudvar, Chur

1993-ban helyezték üzembe a markáns üvegtetővel ellátott buszpályaudvart. A tágas, rendszerint Neoplan márkájú járművek interregionális szakaszokon közlekednek, mint például a Nagy Szent Bernát-hágón át Bellinzonáig.

### Közút
AZ A13 számú autópályához a város a Chur-Nord és a Chur-Süd kijáratokkal kapcsolódik.

### Hegyi vasút
A hegyi vasutak a várost közvetlenül összekötik az 1600 méter magasságban lévő  Brambrüesch síparadicsommal. A régi felvonó 1957. december 14-én kezdte működését, amit 2006-ban felváltott egy modern libegő.

## Testvérvárosai
- Bad Homburg (Németország)
- Bad Mondorf (Luxemburg)
- Cabourg (Franciaország)
- Mayrhofen (Ausztria)
- Olathe (USA)
- Terracina (Olaszország)